# Enslaved (Album)
Enslaved ist das achte Studioalbum der Metal-Band Soulfly. Es erschien im März 2012 bei Roadrunner Records.

## Entstehung und Stil
Das Album wurde Ende 2011 in den Tallcat Studios in Arizona und den Frick'In Studios in Kalifornien aufgenommen. Erstmals spielte Asesino-Frontmann Tony Campos den Bass. Der frühere Schlagzeuger von Borknagar, David Kinkade, ist am Schlagzeug zu hören. Er stieß zur Gruppe, nachdem sich diese von Vorgänger Joe Nunez getrennt hatte. Gäste auf dem Album waren u. a. Dez Fafara (DevilDriver, Coal Chamber) und Travis Ryan von Cattle Decapitation. Ryan ersetzte den ursprünglich vorgesehenen Adam Warren von Oceano, der kurz vorher absagen musste.
Das Album behandelt das Thema Sklaverei in verschiedenen Facetten. Max Cavalera hatte diese Thematik ursprünglich für ein Sepultura-Album nach Roots vorgesehen. Musikalisch beschrieb Davide Kinkade das Album als „Arise auf Crack“.
Das Albencover wurden von dem Tätowierkünstler Leo Zulueta entworfen.

## Rezeption
Im Magazin Rock Hard sah Thomas Kupfer eine „Rückbesinnung auf alte Tugenden“. „Die Hardcore-Einflüsse haben einer Kombination aus Brutalität und durchaus melodiösen Momenten Platz gemacht“. Er vergab acht von zehn Punkten.

## Titelliste
1. "Resistance" – 1:53
2. "World Scum" – 5:19
3. "Intervention" – 3:55
4. "Gladiator" – 4:58
5. "Legions" – 4:18
6. "American Steel" – 4:14
7. "Redemption of Man by God" – 5:15
8. "Treachery" – 5:49
9. "Plata O Plomo" – 4:52
10. "Chains" – 7:18
11. "Revengeance" – 5:42

### Digipak-Bonustitel
1. "Slave" – 3:51
2. "Bastard" – 3:57
3. "Soulfly VIII" – 4:24